# Porta Brennone
Porta Brennone (Porta Bernòun in dialetto reggiano) è una delle pusterle o porte di soccorso delle mura di Reggio Emilia, che corrispondono come perimetro agli attuali viali di circonvallazione.

## Storia
Porta Brennone sorgeva nella zona meridionale del centro storico di Reggio Emilia, lungo la strada che conduceva a Cavriago. In origine vicino alla porta vi era un ponte che sormontava il torrente Crostolo, in seguito deviato nell'alveo attuale. Venne aperta nel 1219 dal podestà di Reggio, il lucchese Lazzaro Gherardini. In origine il suo nome era probabilmente Bernone e prendeva tale nome da una famiglia reggiana. Murata insieme alle altre porte minori con la costruzione delle nuove mura, venne riscoperta nel 1891 con l'abbattimento generale del baluardo di Sant'Agostino. I resti constavano d'una sola arcata a sesto acuto, rivestita in pietra. Nel 1923 venne deciso l'abbattimento degli avanzi che sorgevano nel mezzo di uno slargo che oggi è piazzale Fiume.